# Нуратинский заповедник
Нурати́нский запове́дник (узб. Nurota davlat qo‘riqxonasi) — природоохранный заповедник, расположенный в диапазоне высот от 530 до 2169 метров центральной части хребта Нуратау, Фаришского района Джизакской области республики Узбекистан. Центральная усадьба и головной офис заповедника находятся недалеко от районного центра Янгикишлак. До распада Советского Союза заповедник находился в административном подчинении Министерства лесного хозяйства Узбекской ССР.
Объектами охраны на территории заповедника являются: баран Северцова, серый варан, пчела-плотник, белоголовый сип, махаон, поперечнополосатый волкозуб, среднеазиатская кобра, чёрный аист, чёрный гриф, балобан, беркут, змееяд, орёл-карлик, бородач и др.

## История
Заповедник основан в соответствии с постановлением № 530 от 4 декабря 1975 года «Об организации Государственных заповедников и заказников в Узбекской ССР». Основной целью организации заповедника было сохранение генофонда грецкого ореха и восстановление поголовья эндемичного подвида барана Северцова (Ovis ammon severtzovi), занесённого в Международную Красную книгу и Красную книгу Республики Узбекистан. На момент создания общая площадь заповедника составляла 22 537 га. В 1979 году в соответствии с актом отвода земель территорию заповедника урезали до 21 137,5 га, однако затем к заповеднику были присоединены два участка: в урочище Размас (более 900 га) и в урочище Хаят (6 000 га).